# László Rajk
László Rajk (Székelyudvarhely, la actual Odorheiu Secuiesc, 8 de marzo de 1909 – Budapest, 15 de octubre de 1949) fue un destacado político húngaro de ideología comunista.

## Biografía
Nació en el seno de una familia de Sajones de Transilvania. Sus ideas le llevaron a afiliarse al Partido Comunista de Hungría (MKP), aunque también le llevaron a ser expulsado de la universidad. Pasó entonces a trabajar como obrero de la construcción. Participó en la Guerra civil española integrado en las Brigadas Internacionales, llegando a ser comisario del Batallón Rakosi de la XIII Brigada Internacional. Tras la derrota de la República española fue internado en Francia hasta 1941, cuando pudo retornar a Hungría. 
Durante la Segunda Guerra Mundial, Rajk fue secretario del Comité central del clandestino Partido comunista. En diciembre de 1944, poco después de la ocupación alemana del país, fue arrestado por un destacamento de los "Flechas cruzadas" y deportado a un campo de concentración nazi, aunque gracias a la intervención de su hermano pudo salvar la vida.
Tras la contienda volvió a la actividad política y el 20 de marzo de 1946 fue nombrado Ministro del Interior. Desde ese puesto creó la llamada Autoridad de Protección de Estado (Államvédelmi Hatóság o AVH), la policía secreta bajo el régimen comunista, de la que paradójicamente Rajk se convertiría en una de sus primeras víctimas. El líder comunista Mátyás Rákosi, que vio en Rajk un potencial rival en el poder, decidió deshacerse de él mediante falsos cargos que llevaron a su detención el 30 de mayo de 1949. Fue acusado de ser un agente secreto Titoista y de pretender restaurar el "orden capitalista" y poner en peligro la independencia de Hungría. Rajk fue torturado y se le prometió la absolución si asumía la responsabilidad de los cargos que se le imputaban. Rajk practicó la autocrítica, admitió que había cometido errores durante su ministerio, pero se negó a aceptar el cargo de espionaje. El proceso contra Rajk dio comienzo a la purga de todos los sectores molestos para el estalinismo tanto en Hungría como en otros países de la órbita de influencia soviética. De hecho, un emisario de Stalin se trasladó a Budapest para supervisar el proceso judicial. Durante la duración del juicio, Rákosi instaló un altavoz independiente en su estudio, a través del cual podía acompañar las actuaciones del juicio, así como una línea telefónica independiente, a través de la cual instruía continuamente al tribunal. El juicio se celebró del 16  al 24 de septiembre de 1949 en el gran salón de actos de la sede del Sindicato de Trabajadores del Metal y la Ingeniería en Budapest y fue transmitida por radio.  Después de su confesión, la acusación decidió, en contra de la promesa hecha, pedir las sentencias más severas para él y los otros siete hombres que fueron juzgados con él.  Rajk se convertiría en un ejemplo para el comienzo de las purgas anti-Titoístas de Stalin.
En el juicio, el tribunal popular condenó a muerte a László Rajk y otros por delitos contra el pueblo y deslealtad.Tras un simulacro de juicio, Rajk fue ejecutado el 15 de octubre de 1949. Su hijo, László Rajk, había nacido en enero del mismo año que fue ejecutado. Su mujer fue encarcelada durante cinco años y su hijo fue enviado a un hospicio hasta que la madre fue puesta en libertad. Rajk hijo se convirtió en un reconocido arquitecto, activista pro derechos humanos y político adscrito a los liberales demócratas húngaros.

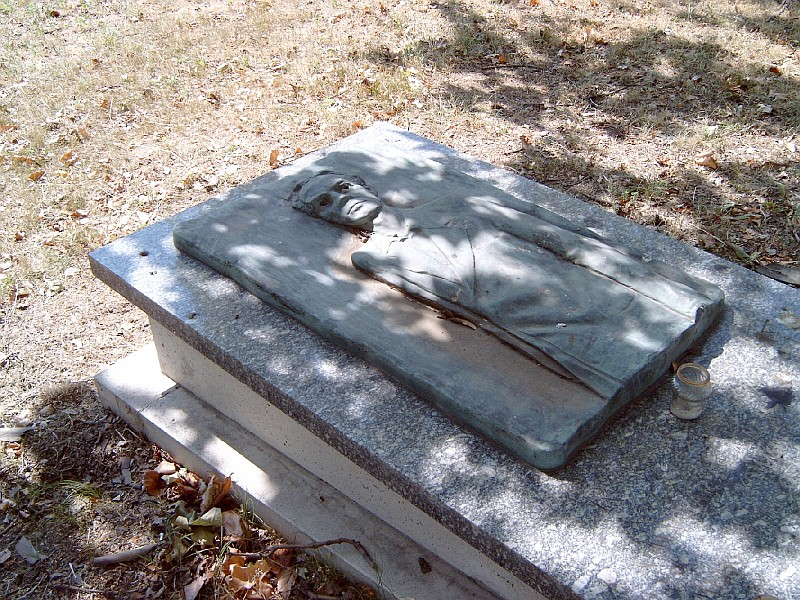
Tumba de László Rajk en Budapest

Su figura sería rehabilitada durante la Revolución Húngara de 1956. El discurso de rehabilitación, aunque no fue publicitado, tuvo vastas consecuencias para Rákosi, quien había usado la culpabilidad de Rajk como explicación para las otras purgas que siguieron. Ahora que tenía que admitir que, de hecho, estaba equivocado, terminaría arruinando la autoridad legítima de Rákosi. Luego, Lászlo Rajk fue enterrado de nuevo, ante 100.000 dolientes, el 6 de octubre de 1956, junto con otros dos hombres que perdieron la vida durante las purgas.

## Lista de acusados en el juicio de Rajk
- László Rajk (nacido en 1909), Ministro de Relaciones Exteriores (ejecutado)
- György Pálffy (1909), teniente general (sentencia aplazada a un tribunal militar, ejecutado)
- Lazar Brankov (1912), Consejero, Legación Yugoslava (cadena perpetua)
- Dr. Tibor Szönyi (1903), miembro de la Asamblea Nacional (ejecutado)
- András Szalai, (1917), funcionario del gobierno (ejecutado)
- Milan Ognjenovich (1916), funcionario del gobierno (9 años)
- Béla Korondy (1914), coronel de policía (sentencia aplazada a un tribunal militar, ejecutada)
- Pál Justus (1905), miembro de la Asamblea Nacional (cadena perpetua)